# William Dundas
Pour les articles homonymes, voir Dundas.
William Dundas (1762-1845) est un homme politique écossais.

## Biographie
Fils de Robert Dundas, d'Arniston, le jeune, il devient avocat à la Lincoln's Inn en 1788. Il est député des Anstruther Burghs de 1794 à 1796, des Northern Burghs de 1796 à 1802, de Sutherland en 1802 et 1806, pour Cullen en 1810 et à Édimbourg de 1812 à 1831.
Il est nommé conseiller privé en 1800 et secrétaire à la guerre de 1804 à 1806. Il est lord commissaire de l'amirauté en 1812. Il est nommé gardien du sceau en 1814 et lord Clerk Register en 1821.